# Bruce Weber (fotograf)

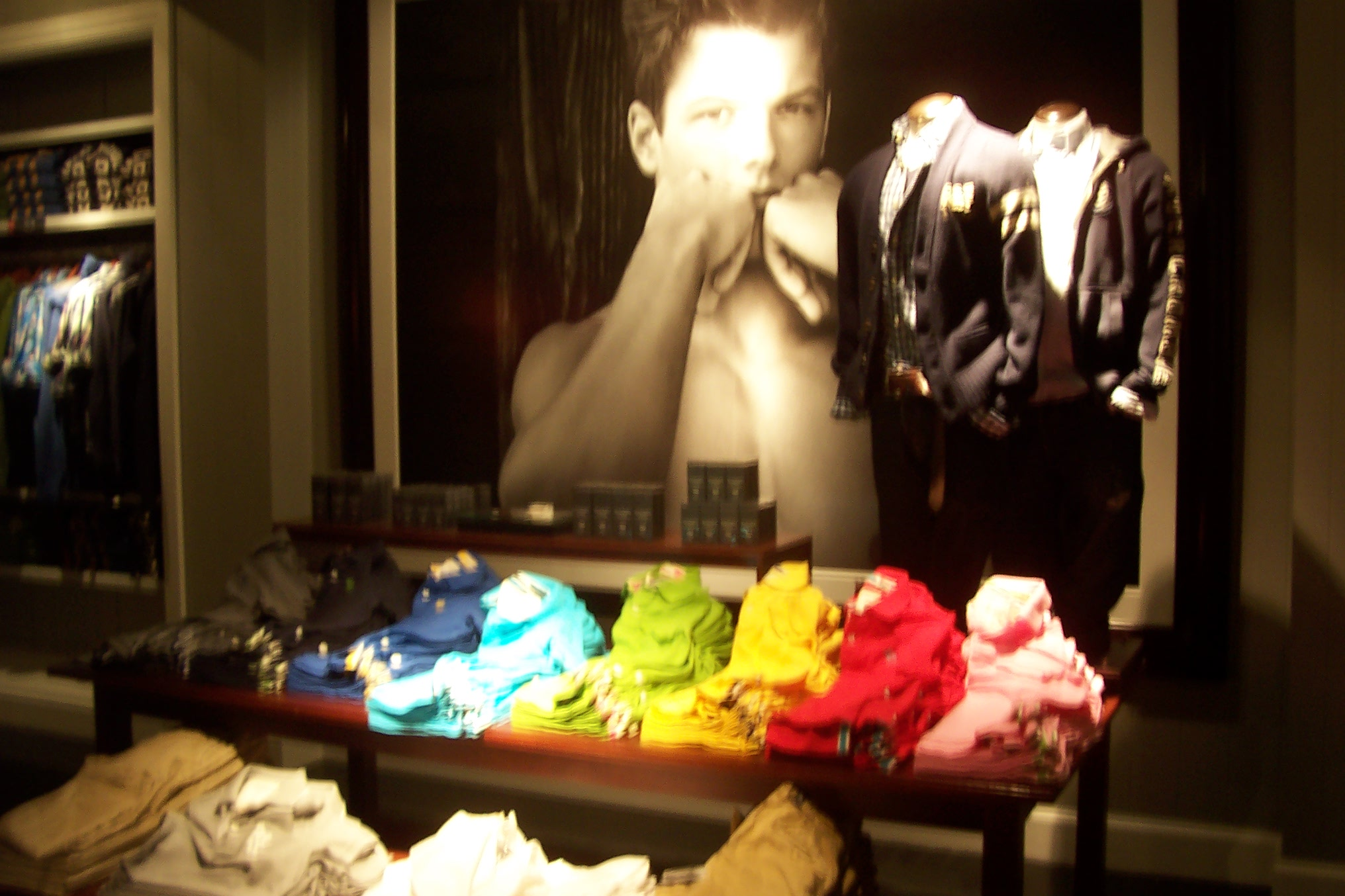
Weberova fotografie v obchodě Abercrombie and Fitch

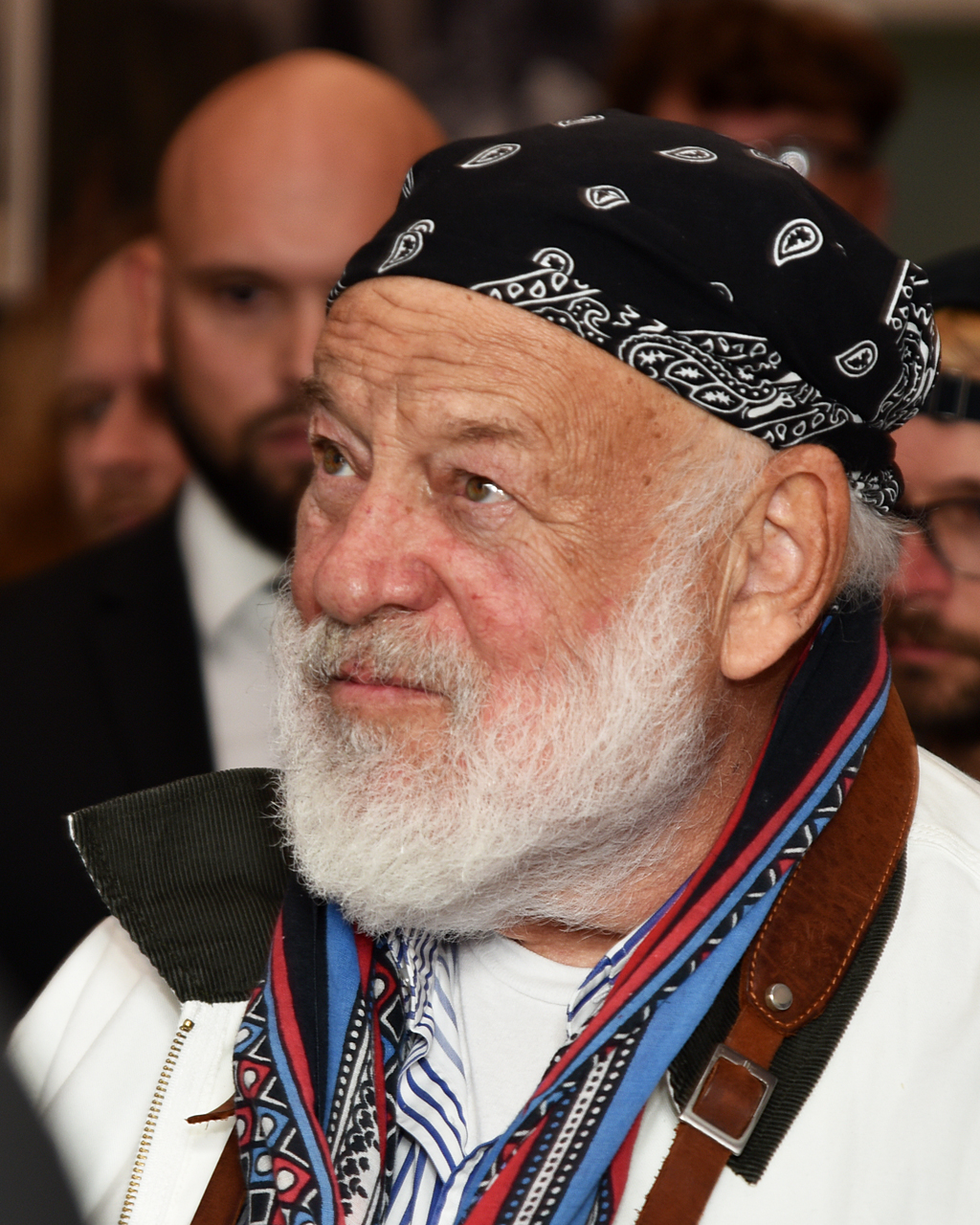
Bruce Weber v Praze, 2024

Bruce Weber (* 29. března 1946, Greensburg) je americký módní fotograf a filmař známý svou prací s módními značkami a časopisy. Jeho reklamní kampaně zahrnují projekty pro společnosti: Calvin Klein, Ralph Lauren, Kalendář Pirelli, Abercrombie & Fitch, Revlon, Miu Miu, Armani, Louis Vuitton a Gianni Versace. Jeho redakční práce se objevily v časopisech Vogue, GQ, Vanity Fair, Elle, Life, Interview a Rolling Stones. Weber také režíroval několik filmů, včetně „ Let's Get Lost “ (1988), dokument o jazzovém hudebníkovi Chetu Bakerovi, a „Chop Suey“ (2001), portrét wrestlera. Film „Let's Get Lost“ získal nominaci na Oscara za nejlepší celovečerní dokument a cenu Cinecritica na filmovém festivalu v Benátkách. Weber je také zakladatelem a spolumajitelem vydavatelství Little Bear Press, které vydává knihy a nezávislý umělecký časopis All-American. V posledních letech byl Weber předmětem soudních sporů kvůli obvinění ze sexuálního napadení. Všechna obvinění však byla zamítnuta nebo vypořádána bez přiznání nebo zjištění viny. V současné době (2020) žije v Miami a je ženatý s filmovou producentkou Nan Bushovou(de), která je zároveň jeho agentkou.

## Životopis
Weber se narodil v Greensburgu v Pensylvánii do židovské rodiny. V šedesátých letech 20. století studoval umění na Denisson College v Ohiu a později herectví na Newyorské univerzitě. Tehdy se začal více věnovat fotografii, pořizoval portrěty pro začínající herce a herečky a sám si přivydělával jako model. V té době začal také studovat u slavné fotografky a pedagožky Lisette Model, která se pro Weberovu fotografickou tvorbu stala nejdůležitější inspirací.
Jeho módní fotografie se poprvé objevily koncem 70. let v časopise GQ, kde měl často fotografie na titulní straně. Nan Bushová, jeho dlouholetá společnice a agentka, dokázala zajistit smlouvu s Federated Department Stores na fotografování katalogu Bloomingdales z roku 1978. Do povědomí široké veřejnosti se dostal koncem 80. a začátkem 90. let svými reklamními snímky pro módního návrháře Calvina Kleina. Jako první ho oslovil Klein, aby pracoval na kampani na spodní prádlo, a Weber se inspiroval fotografickým stylem německého fotografa Herberta Lista na Santorini. Jeho přímočaré černobílé záběry, na nichž jsou proti sobě oděná žena a muž na houpačce, dva oblečení muži v posteli a švédský model Marcus Schenkenberg sugestivně držící před sebou džíny ve sprše, je oba katapultovaly do celostátního centra pozornosti. Jeho fotografie pro Calvina Kleina olympijského atleta Toma Hintnause v bílých slipech se stala ikonickým snímkem. Nafotil zimní kolekci návrháře Ralpha Laurena 2006.
Některé z prvních Weberových módních fotografií se objevily v SoHo Weekly News a představovaly řadu mužů, kteří nosí pouze spodní prádlo. Fotografie se staly středem kontroverze a Weberovi někteří řekli, že už nikdy nenajde práci módního fotografa. Tato pověst mu zůstala, když říká: "Ve skutečnosti nepracuji jako redaktor ve velkém počtu časopisů, protože mnoho časopisů nechce fotografie mého druhu. Je to pro ně příliš riskantní."
Po fotografování slavných lidí (mnozí z nich byli uvedeni v časopise Interview Andyho Warhola), Weber točil krátké filmy o dospívajících boxerech (Broken Noses, Zlomené nosy), o svých oblíbených psích mazlíčcích a později, delší film s názvem Chop Suey. Režíroval dokument Let's Get Lost z roku 1988 o jazzovém trumpetistovi Chetu Bakerovi.
Weberovy fotografie jsou příležitostně barevné; většina je však černobílá nebo jednotném barevném odstínu. Objevují se v kompilacích v knihách včetně A House is Not a Home a také v Bear Pond a Gentle Giants. Poslední dvě jsou knihy jeho fotografií jeho psů.
V polovině 80. let Weber začal spolupracovat s šampionem Chrisem Isaakem a fotografoval Isaaka v roce 1986 pro jeho druhé album Chris Isaak. V roce 1988 Weber vyfotografoval Isaaka bez košile v posteli pro časopis Rolling Stone. Isaak se objevil v Let's Get Lost a Weber pro Isaaka režíroval hudební videoklip. Weber fotografoval Harryho Connicka, Jr. pro jeho album z roku 1991 Blue Light, Red Light. V roce 1993 Weber fotografoval zpěváka a skladatele Jacksona Browna pro jeho album I'm Alive z roku 1993.

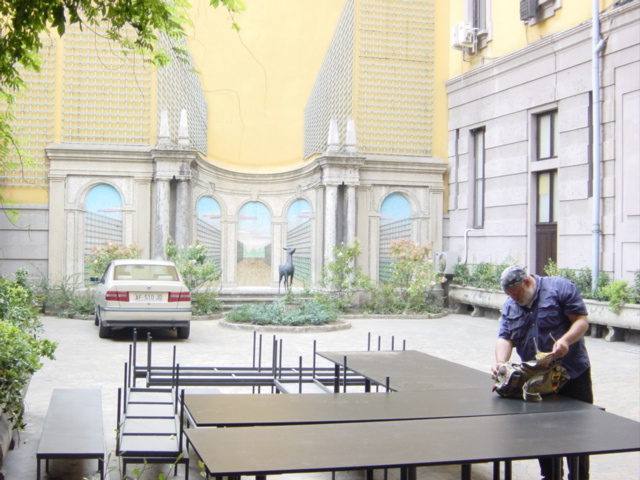
Weber v nakladatelství Condé Nast v Miláně

## Filmová tvorba
Weberova filmová díla – včetně jeho pěti celovečerních filmů – často začínají fotografickým posezením. „Všechny mé filmy začínají tím, že najdu někoho, koho chci vyfotografovat,“ řekl Weber v roce 2008 londýnským Sunday Times.
Broken Noses (Zlomené nosy, 1987)
Když v roce 1984 fotografoval olympijské naděje pro Interview Magazine, potkal Weber Andyho Minskera, mladého boxera z Oregonu, a začal s ním dělat rozhovory na kameru. Zatímco původně zamýšlel natočit krátký film jako doprovod k výstavě, kterou zahajoval v Paříži, Weber byl velmi nadšený, když recenzoval deníky a rozhodl se v příběhu pokračovat. Výsledný celovečerní dokument Broken Noses (1987) byl nominován na Velkou cenu poroty na Sundance v roce 1988.
Let's Get Lost (Pojďme se ztratit, 1988)
Když Weber dokončoval práci na Broken Noses, setkal se s jazzovým trumpetistou a zpěvákem Chetem Bakerem a začal ho natáčet, opět s úmyslem vytvořit krátký film založený na jejich portrétním sezení. Ale natáčení s Bakerem pokračovalo až do uvedení filmu Zlomené nosy v Cannes toho roku – Weber nakonec shromáždil záběry z cestování, natáčení a rozhovorů do svého druhého celovečerního filmu Let's Get Lost (1988). Film debutoval v Benátkách (kde získal cenu Cinecritica) a následně byl nominován na Velkou cenu poroty na Sundance a na Oscarech za nejlepší dokumentární film. Natáčení trvalo rok a Weber se k tomu blížil, jak řekl londýnským The Times, "jako jeho (Bakerova) interpretace písně, s otevřeným koncem, ne lyrická nebo striktní." Film obsahuje klipy Bakera "v jeho nejlepším období v 50. letech... v kombinaci s jeho inkarnací poškozenou drogami v současnosti filmu: vyzáblý a rozprostřený, ale stále nápadný." "Baker", řekl Weber, „byl jako gejzír v národním parku".
Chop Suey (2001)
Chop Suey, kaleidoskopický portrét zápasníka Petera Johnsona, byl vydán v roce 2001. Londýnský The Sunday Times to zhodnotil jako „estetickou autobiografii, ve které přemítá o některých svých hrdinech a inspiracích“. Podle tehdejší recenze New York Times se film „snadno pohybuje mezi videem a filmem a mezi černobílým a barevným, zatímco Weber zkoumá svět kolem sebe, svět, který považuje za plný krásy. Jedním z jeho nejpoutavějších objevů je 91letý Sir Wilfred, který jako mladý pouštní průzkumník vytvořil fotografie beduínského kmene, které předznamenávají vlastní dílo pana Webera."
A Letter to True (2004)
Weber vydal impresionistický protiválečný film A Letter to True v roce 2004 po 11. září. Film je 'audiovizuální album' a je adresován jednomu z Weberových milovaných zlatých retrívrů. “ V recenzi filmu The Sunday Times of London podrobně popisuje, jak Weber rapsoduje některé ze svých oblíbených lidí, vzpomínek a myšlenek. (On) je nestydatý starý měkouč, pro kterého jsou psi symbolem šťastného domova (a)' uznává domácí bezpečnost uprostřed strachu vytvořeného ... útoky."
The Treasure of His Youth (Poklad jeho mládí, 2022)
Pátý Weberův celovečerní film se zaměřuje na významného italského fotoreportéra Paola Di Paola, kterému bylo 94 let, když Weber začal dokument natáčet.
Krátké filmy
Jeho rozpracovaný celovečerní film Roberta Mitchuma Nice Girls Don't Stay for Breakfast byl promítán na filmovém festivalu v New Yorku v roce 2017. Režíroval také sedm krátkých filmů: Beauty Brothers, Parts I-IV (1987), Backyard Movie (1991), Gentle Giants (1994), The Teddy Boys of the Edwardian Drape Society (1995), Wine and Cupcakes (2007), The Boy Artist (2008) a Liberty City is Like Paris to Me (2009).

## Obvinění ze sexuálního napadení
V prosinci 2017 žaloval model Jason Boyce Webera u Nejvyššího soudu státu New York za sexuální napadení, včetně nevhodných dotyků a líbání během castingu v roce 2014. Žaloba se také zaměřuje na Jasona Kannera ze Soul Artist Management, který byl Boyceův manager, když k údajnému napadení došlo, a na produkční společnost Little Bear Inc. provozovanou Weberovou společnicí Nan Bushovou. Druhý model, Mark Ricketson, přišel v prosinci 2017 s tvrzením o podobných tvrzeních a připojil se k Boyceově žalobě proti Weberovi.
Weber tato obvinění popřel, pro The New York Times uvedl, že obvinění byla „nepravdivá“ a že se „nikdy nikoho nevhodně nedotkl“.
V lednu 2018 The New York Times podrobně popsaly obvinění ze sexuálního napadení ze strany 15 mužských modelů proti Weberovi.
V lednu 2019 bylo oznámeno, že Weber požádal Jasona Boyce o zamítnutí původní žaloby, s důkazy, že mu model před a po fotografováním posílal vzrušující fotografie a texty.
V roce 2020 začaly případy žalobců proti Weberovi čelit zjevným neúspěchům a v červnu 2020 Lise Bloom, vysoce výkonná právnička pro obtěžování, která zastupovala Weberovy žalobce v různých žalobách, nařízeno zaplatit Weberovi 28 000 dolarů za právní náklady poté, co Boyce odmítl odpovědět na určité otázky ve výpovědi a zaplatit náklady.
Do září 2021 byly všechny tři případy proti Weberovi buď zamítnuty, nebo vyřízeny, aniž by se Weber přiznal nebo shledal vinu.
Dne 3. dubna 2024 zveřejnil The Hollywood Reporter rozhovor s Alanem Ritchsonem, ve kterém hvězda seriálu Jack Reacher komentuje předchozí obvinění proti Weberovi a Mariovi Testinovi, o nichž informoval The New York Times:
Některé příběhy byly jako ty moje. Právě jsem začínal budovat platformu a prosazovat svůj hlas v podnikání a přemýšlel jsem: 'Měl bych něco říct?' Protože všechny příběhy, které ty modely vyprávěly, byly moje vlastní. Všechno je to pravda.

## Osobní život
Weber je ženatý s Nan Bushovou, která je také jeho agentkou a jednou z jeho spolupracovníků.
V rozhovoru z roku 2002 řekl: "Zažil jsem spoustu skvělých románků. Muži a ženy, myslím, že mám pocit, že se můžu zamilovat téměř každý den. Je mi líto lidí, kteří to necítí."
Od roku 1998 žije v Miami.

## Filmy
| Rok  | Název | Délka  | Hrají |
| ---- | --- | ------ | --- |
| 1987 | Broken Noses | 75:00  | Andy Minsker |
| 1987 | Beauty Brothers (Part I-IV)                                                                                      | 12:26  | Paul Dillon, Brian Dillon, Tim Dillon, Rodney Harvey, Maya Oloe                                                                 |
| 1988 | Let's Get Lost                                                                                                   | 119:25 | Chet Baker, Chris Isaak, William Claxton, Flea, Lisa Marie, Rodney Harvey                                                       |
| 1991 | Backyard Movie                                                                                                   | 8:55   | |
| 1994 | Gentle Giants | 14:35  | |
| 1995 | The Teddy Boys of the Edwardian Drape Society                                                                    | 3:45   | Tobey Maguire |
| 2000 | Chop Suey | 94:00  | Peter Johnson, Robert Mitchum, Diana Vreeland, Frances Faye, Jan-Michael Vincent                                                |
| 2003 | A Letter to True                                                                                                 | 78:00  | Julie Christie (vypravěčka), Marianne Faithfullová (vypravěčka), Dirk Bogarde, Elizabeth Taylorová, Paul Smith, Tully Jensenová |
| 2006 | The Legend of True                                                                                               | 11:35  | |
| 2006 | A Tribute To The Delta Society                                                                                   | 2:23   | |
| 2006 | Best Friends | 3:44   | |
| 2007 | Wine and Cupcakes                                                                                                | 12:10  | Angela McCluskey, Paul Cantelon                                                                                                 |
| 2008 | Looking for Chet, Again, In All The Familiar Places                                                              | 25:00  | |
| 2008 | The Boy Artist                                                                                                   | 9:00   | |
| 2008 | You Feel Me? | 3:36   | |
| 2009 | Liberty City Is Like Paris To Me                                                                                 | 16:00  | |
| 2014 | Iris | 79:00  | Iris Apfel |
| 2022 | The Treasure of His Youth: The Photographs of Paolo Di Paolo                                                     | 105:00 | Paolo Di Paolo |
|      | 'All-American' Documentary Series                                                                                |        | (Výroba nedokončena) |
|      | Nice Girls Don't Stay For Breakfast: Robert Mitchum Documentary, Paolo Di Paolo Documentary (Výroba nedokončena) |        | (Výroba nedokončena) |
|      | CZ Guest Documentary project                                                                                     |        | (Výroba nedokončena) |

### Hudební videa
V roce 1990 Weber režíroval hudební video k singlu Pet Shop Boys „ Being Boring “. Natáčel večírek s různorodou skupinou modelek. Video bylo natočeno během jednoho dne dvěma filmovými štáby v domě na Long Islandu. Obsah včetně mužské a ženské nahoty zabránil přehrávání videa na MTV ve Spojených státech. V roce 1996 režíroval video k singlu Pet Shop Boys „Se a vida é (Takový je život)“ na místě ve Wet 'n' Wild, vodním parku poblíž Orlanda na Floridě. V roce 2002 opět režíroval video Pet Shop Boys k písni „ I Get Along “ z alba Release. Weber natočil toto video ve svém vlastním studiu Little Bear v New Yorku. Režíroval také hudební video k písni Chrise Isaaka „Blue Spanish Sky“.
| Rok  | Název písně                   | Délka | Umělec        | Album                              |
| ---- | ----------------------------- | ----- | ------------- | ---------------------------------- |
| 1988 | Everything Happens to Me      | 3:42  | Chet Baker    | Let's Get Lost (album soundtracku) |
| 1990 | Being Boring                  | 4:55  | Pet Shop Boys | Behaviour                          |
| 1991 | Blue Spanish Sky              | 4:13  | Chris Isaak   | Wicked Game                        |
| 1996 | Se a vida é (Takový je život) | 4:50  | Pet Shop Boys | Bilingual                          |
| 2002 | I Get Along                   | 5:46  | Pet Shop Boys | Release                            |
| 2002 | Light My Fire                 | 3:44  | Will Young    | From Now On                        |

### Knihy a monografie
| Rok  | Název                                                                         | Vydavatel                                                | Žánr |
| ---- | ----------------------------------------------------------------------------- | -------------------------------------------------------- | --- |
| 1977 | Looking Good: A Guide For Men                                                 | Hawthorn Books (USA)                                     | Charles Hicks; všechny fotografie: Weber |
| 1978 | Etre Beau: Un Guide Pour Les Hommes                                           | Guy Authier (Francie)                                    | Francouzské vydání Looking Good: A Guide For Men |
| 1983 | Bruce Weber                                                                   | Twelvetrees Press (USA)                                  | První monografie |
| 1983 | The Sun and the Shade Florida Photography, 1885–1983                          | Norton Gallery West Palm Beach (USA)                     | Výstavní katalog pro výstavu, kde byl Weber kurátorem |
| 1984 | Interview Magazine                                                            | Andy Warhol/Interview (USA)                              | Speciální vydání pro americké Letní olympijské hry 1984; všechny fotografie: Weber |
| 1984 | Photographs Of Athletes                                                       | Olympus Gallery (U.K.)                                   | Vydáno k výstavě konané v Londýně (U.K.) Olympus Gallery |
| 1986 | O Rio De Janeiro                                                              | Alfred A. Knopf (USA)                                    | Monografie |
| 1986 | Summer Diary 1986                                                             | Condé Nast (Vogue Italia) (Itálie)                       | Speciální příloha italského magazínu Per Lui; všechny fotografie: Weber |
| 1987 | The Andy Book                                                                 | Doeisha Co., Ltd. (Japan)                                | Monografie na téma Andy Minsker, hvězda cyklu Broken Noses |
| 1987 | Bruce Weber                                                                   | Idea Books (Itálie)                                      | Katalog k výstavě konané v Benátkách (Itálie), Palazzo Fortuny |
| 1989 | Bruce Weber                                                                   | Alfred A. Knopf (USA)                                    | Monografie |
| 1990 | Bear Pond                                                                     | Bulfinch Press (USA)                                     | Monografie |
| 1990 | Great Contemporary Nudes 1978–1990                                            | C-Two Gallery (Japan)                                    | Vydáno k výstavě konané v Tokiu. (Box obsahoval tři knihy věnované třem zúčastněným fotografům: Weber, Robert Mapplethorpe a Herb Ritts.) |
| 1991 | Bruce Weber                                                                   | Fahey Klein Gallery Parco Exposure Gallery (USA / Japan) | Vydáno k výstavě konané v New Yorku, Fahey Klein Gallery a v Tokiu, Parco Exposure Gallery |
| 1991 | Calvin Klein Jeans                                                            | Condé Nast (Vogue) Calvin Klein (USA)                    | Speciální příloha Vanity Fair, všechny fotografie: Weber |
| 1991 | Bear Pond                                                                     | Treville                                                 | Monografie |
| 1992 | Hotel Room With A View: Photographs by Bruce Weber                            | Smithsonian Institution (USA)                            | "Photographers at Work", A Smithsonian Series |
| 1994 | Gentle Giants                                                                 | Bulfinch Press (USA)                                     | Monografie věnovaná Novofundlandským psům |
| 1994 | No Valet Parking                                                              | Photology (Itálie)                                       | Vydáno k výstavě konané v Miláně (Itálie), Galleria Photology |
| 1996 | A House Is Not A Home                                                         | Bulfinch Press (USA)                                     | Monografie |
| 1996 | You Can Take The Boy Out Of Vietnam But You Can't Take Vietnam Out Of The Boy | Condé Nast (Vogue Italia) (Itálie)                       | Speciální příloha italského magazínu L'Uomo Vogue vydaná k výstavě Vietnam, Versace, Viaggi, Weber, uskutečněné v Královském paláci v Miláně |
| 1997 | Branded Youth and Other Stories                                               | Bulfinch Press (USA)                                     | Monografie |
| 1997 | Kalendář Pirelli                                                              | Pirelli Tires (Itálie)                                   | Kalendář 1998, spolupráce: Patricia Arquette • Georgina Grenville • Daryl Hannah • Shalom Harlow • Eva Herzigova • Kirsty Hume • Elaine Irwin Mellencamp • Milla Jovovich • Kiara Kabukuru • Tanga Moreau • Carolyn Murphy • Rachel Roberts • Stella Tennant a B.B. King • Bono • Paul Cadmus • Francesco Clemente • Kris Kristofferson • John Malkovich • Ewan McGregor • Dermot Mulroney • Dan O'Brien • Sonny Rollins • Kelly Slater • Fred Ward |
| 1998 | The Chop Suey Club                                                            | Arena Editions (USA)                                     | Monografie se snímky Petera Johnsona |
| 2000 | Stern Magazine                                                                | TeNeues Publishing Stern Portfolio (Německo)             | Speciální fotografické portfolio číslo 22 |
| 2001 | Roadside America                                                              | TeNeues Publishing Stern Portfolio (Německo)             | Monografie č. 22, "Stern Portfolio" |
| 2001 | Kalendář Pirelli                                                              | Pirelli Tires (Itálie)                                   | Kalendář 2003, spolupráce: Alessandra Ambrosiová • Mariacarla Boscono • Sophie Dahl • Yamila Diaz-Rahi • Isabeli Fontana • Bridget Hall • Filippa Hamilton • Heidi Klumová • Karolína Kurková • Jessica Miller • Sienna Millerová • Rana Raslan • Eva Riccobono • Lisa Seiffert • Valentina Stilla • Natalia Vodianova a Marcelo Boldrini • Stéphane Ferrara • Tomasino Ganesh • Alessandro Gassman • Jak Krauszer • Ajay Lamas • Richie Lamontagne • Enrico Lo Verso • Davide Battista • Massimo Boninsegna • Giuseppe Conte • Luca di Marino • Pasquale Malzone • Raffaele Marciano • Alberto Perini • Serafino Roncacè |
| 2003 | Hope: A Letter To True                                                        | Condé Nast (Vogue Italia) (Itálie)                       | Speciální příloha italského magazínu L'Uomo Vogue |
| 2004 | Stern Magazine                                                                | TeNeues Publishing Stern Portfolio (Německo)             | Speciální fotografické portfolio číslo 38 "Home Is Where The Heart Is" |
| 2005 | Blood Sweat And Tears: Or How I Stopped Worrying And Learned to Love Fashion  | TeNeues Publishing (Německo)                             | Monografie |
| 2005 | Filmography                                                                   | Kinetique Tokyo (Japonsko)                               | Vydáno pro výstavu konanou v Tokiu, Original True Gallery |
| 2006 | Kate Moss Is The Girl That Got Away                                           | Condé Nast (Vogue Paris) (Francie)                       | Speciální příloha francouzského časopisu Vogue Hommes International se snímky Kate Moss |
| 2007 | Sex And Words                                                                 | Visionaire (USA)                                         | Monografie |
| 2009 | Roberto Bolle An Athlete In Tights                                            | TeNeues Publishing (Německo)                             | Monografie s portréty Roberta Bolleho |
| 2009 | Cartier I Love You                                                            | TeNeues Publishing (Německo)                             | Oslava 100 let společnosti Cartier v Americe |
| 2010 | Standing Tall: Portraits of the Haitian Community in Miami, 2003–2010         | Museum of Contemporary Art North Miami (USA)             | Vydáno pro výstavu konanou v Muzeu současného umění v Miami |
| 2010 | Standing Tall: Portraits of the Haitian Community in Miami, 2003–2010         | Museum of Contemporary Art North Miami (USA)             | |
| 2012 | All-American Volume 12: A Book Of Lessons                                     | TeNeues Publishing (Německo)                             | 12. kniha série "All-American" |
| 2013 | All-American Volume 13: Born Ready                                            | TeNeues Publishing (Německo)                             | 13. kniha série "All-American" |
| 2014 | Detroit Has Been Good To Me                                                   | Little Bear Press (USA)                                  | Monografie |
| 2014 | All-American Volume 14: Affairs of the Heart                                  | TeNeues Publishing (Německo)                             | 14. kniha série "All-American" |
| 2015 | All-American Volume 15: Leap of Faith                                         | TeNeues Publishing (Německo)                             | 15. kniha série "All-American" |
| 2019 | Holiday Magazine The Egypt Issue                                              | Holiday Magazine (Francie)                               | Fotografie zachycující podstatu egyptského lidu a kultury |

### Little Bear Press
Bruce a jeho žena Nan založili vydavatelskou nakladatelství Little Bear Press, kde kromě monografií a katalogů výstav vydali i nezávislý časopis o umění s názvem All-American. Zatímco některé svazky byly vydány externími vydavateli, převážná část série byla vydána nakladatelstvím Little Bear Press. All-American publikuje díla umělců, fotografů, esejistů, básníků a dalších osobností. Témata časopisu jsou někdy již dobře známá, ale stejně často jsou účastníci a subjekty All-American pozoruhodní nikoli slávou, ale proto, že jejich příběhy nebo úspěchy odhalují něco, o čem Weber věří, že bude u čtenářů rezonovat na hlubším a osobnějším úroveň. Jeho oddanost projektu All-American je motivována touhou spojovat, inspirovat a podporovat tvorbu začínajících umělců.
| Rok  | Název                                                           | Vydavatel                       | Žánr |
| ---- | --------------------------------------------------------------- | ------------------------------- | --- |
| 1988 | A Film Journal by Bruce Weber                                   | Little Bear Films (USA)         | Vydáno ve spolupráci s celovečerním filmem Let's Get Lost                                                                               |
| 1990 | Sam Shepard by Bruce Weber                                      | Little Bear Press (USA)         | Monografie o Samu Shepardovi, v hlavní rolí Jessica Lange                                                                               |
| 1999 | Shu Fly                                                         | Little Bear Press (USA)         | Monografie |
| 2001 | All-American                                                    | Little Bear Press (USA)         | 1. kniha série "All-American" |
| 2002 | All-American II: Short Stories                                  | Little Bear Press (USA)         | 2. kniha série "All-American" |
|      | Mothers Days: Imogen Cunningham                                 | Little Bear Press (USA)         | Sbírka děl, převážně pořízených v 20. a 30. letech 20. století, od fotografky Imogen Cunninghamové.                                     |
| 2003 | All-American III: Family Albums                                 | Little Bear Press (USA)         | 3. kniha série "All-American" |
| 2003 | Thank Your Lucky Stars: John R. Hamilton                        | Little Bear Press (USA)         | Pohled do zákulisí hollywoodských celebrit od hollywoodského fotografa veterána, Johna R. Hamiltona. Předmluva: Peter Bogdanovich.      |
| 2003 | Like a Moth: Jim French                                         | Little Bear Press (USA)         | Kolekce průkopnických fotografií mužské postavy od fotografa Jima Frenche z roku 1972, zobrazující nahé studie modelu Davida Skrivanka. |
| 2004 | All-American IV: Otherworldly                                   | Little Bear Press (USA)         | 4. kniha série "All-American" |
| 2005 | All-American V: Is Love Enough?                                 | Little Bear Press (USA)         | 5. kniha série "All-American" |
| 2006 | All-American VI: Larger Than life                               | Little Bear Press (USA)         | 6. kniha série "All-American" |
| 2006 | People I May Know, Johnny Dark                                  | Little Bear Press (USA)         | Part memoir/part travelogue by Johnny Dark                                                                                              |
| 2007 | All-American VII: 'Til I Get It Right - An Anthem For The South | Little Bear Press (USA)         | 7. kniha série "All-American" |
| 2007 | Live Here, Rent Free                                            | Little Bear Press (USA)         | Monografie |
| 2008 | All-American VIII: Nature's Way                                 | Little Bear Press (USA)         | 8. kniha série "All-American" |
| 2009 | All-American IX: A Near-Perfect World                           | Little Bear Press (USA)         | 9. kniha série "All-American" |
| 2010 | All-American X: Written In The Stars                            | Little Bear Press (USA)         | 10. kniha série "All-American" |
| 2011 | All-American Volume 11: Just Life                               | Little Bear Press (USA)         | 11. kniha série "All-American" |
| 2014 | Detroit Has Been Good to Me                                     | Little Bear Press (USA)         | Monografie |
| 2016 | All-American Volume 16: Wild Blue Yonder                        | Little Bear Press (USA)         | 16. kniha série "All-American" |
| 2016 | Far From Home                                                   | Little Bear Press (USA)         | Dallas Contemporary |
| 2017 | All-American Volume 17: Glory Be                                | Little Bear Press (USA)         | 17. kniha série "All-American" |
| 2018 | All-American Volume 18: Facing The World                        | Little Bear Press (USA)         | 18. kniha série "All-American" |
| 2018 | Azzedine Bruce Joe                                              | Little Bear Press (USA)         | Foundation Azzedine Alaia |
| 2018 | "Nice Girls Don't Stay for Breakfast" Film Journal              | Little Bear Films (jen Francie) | La Rabbia |
| 2019 | All-American Volume 19 No Small Thing, Desire                   | Little Bear Press (USA)         | 19. kniha série All-American |
| 2020 | All-American Volume 20: Coming Home                             | Little Bear Press (USA)         | 20. kniha série All-American |
| 2021 | All-American Volume 21 Time Will Tell                           | Little Bear Press (USA)         | 21. kniha série All-American |
| 2022 | All-American Volume 22: The Towering Feeling                    | Little Bear Press (USA)         | 22. kniha série All-American |
| 2023 | All-American Volume 23: Let's Take an Old Fashioned Walk        | Little Bear Press (USA)         | 23. kniha série All-American |

### Muzea a knihovny
Weber vystavuje své práce v předních muzeích po celém světě, často úzce spolupracuje s kurátorem a uměleckým ředitelem Dimitrim Levasem na realizaci své vize. Mezi poslední Weberovy samostatné výstavy patří „Far From Home“ v Dallas Contemporary (2016), „Detroit: Bruce Weber“ v Detroitském institutu umění (2012) a „Haiti/Little Haiti“ (2010) v Muzeu současného umění v severním Miami. V roce 2024 vystavoval v Domě U Kamenného zvonu v Praze Bruce Weber: My Education, kde představil i snímky Evy Herzigové nebo Martiny Navrátilové. V Praze v roce 2000 pro časopis Vanity Fair fotografoval australského herce Heatha Ledgera.

### Další knihy
- Rolling Stone: The Photographs, Simon & Schuster Editions (1989)
- Pictures Of Peace, Alfred A. Knopf (1991)
- Bruce Hainley a David Rimanelli, Shock of the Newfoundland: Bruce Weber's canine camera, „Artforum International 33“ (duben 1995), str. 78–81
- Il Tempo E La Moda, Skira; katalog výstavy: "Biennale Firenze" (1996)
- Gianni Versace, Rock and Royal, Abbeville Press (únor 1997)
- David Leddick, Mužský akt, New York: Taschen (1998)
- Kalendář Pirelli 1964–2004, Rizzoli (2004)
- Heel To Heal (2004)
- Obrazy New Yorku, 1800–1950 (2005)
- Monica Bellucci, Rizzoli (2010)
- Kate Moss, Rizzoli (2012)

## Výstavy
- Bruce Weber: My Education; Dům U Kamenného zvonu, Galerie hlavního města Prahy, 20. září 2024 – 19. ledna 2025, kurátoři: Helena Musilová, Nathaniel Kilcer, Producent: Milosh Harajda[55]

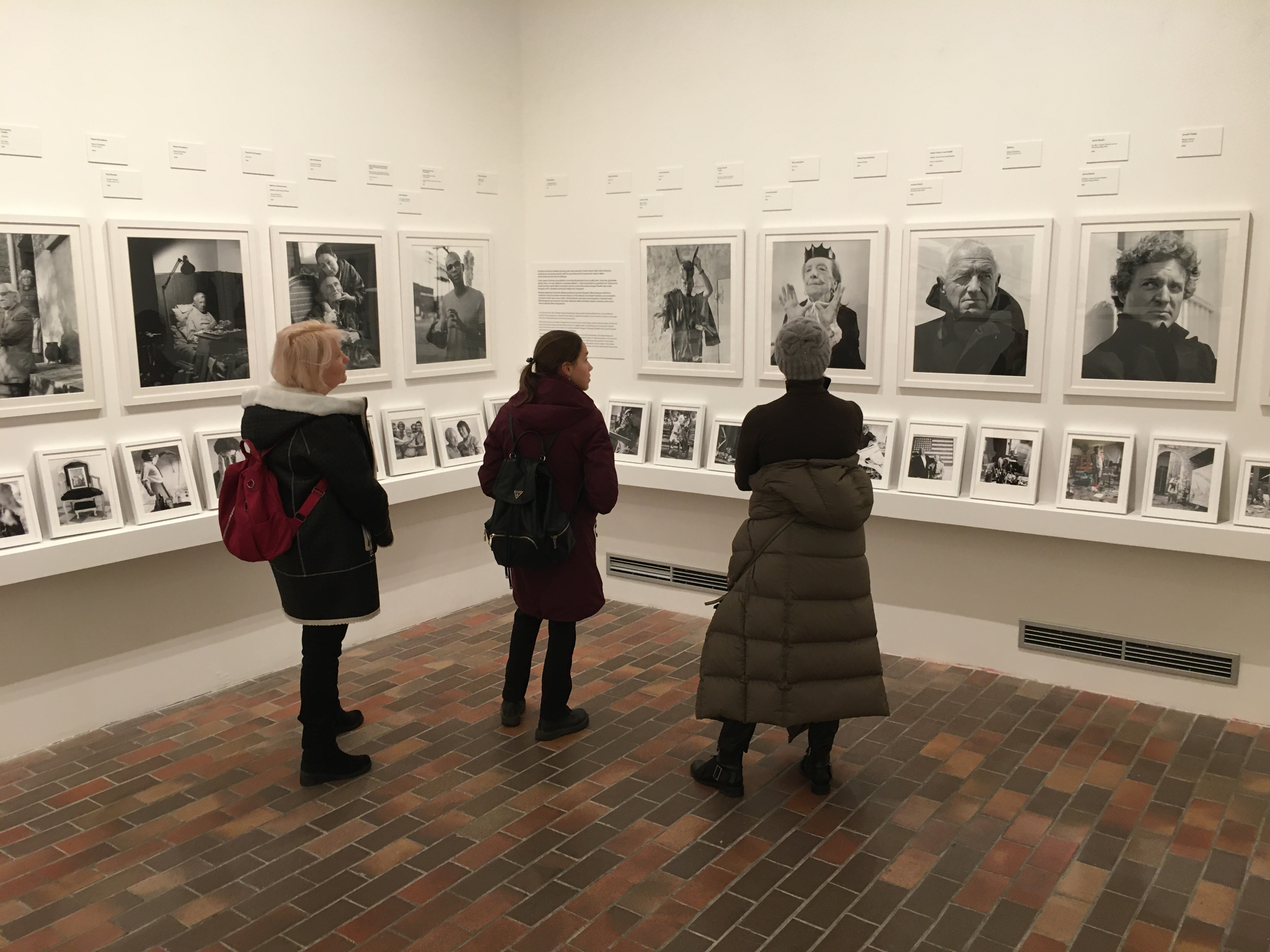
Bruce Weber, výstava My Education, Dům U Kamenného Zvonu, 2024
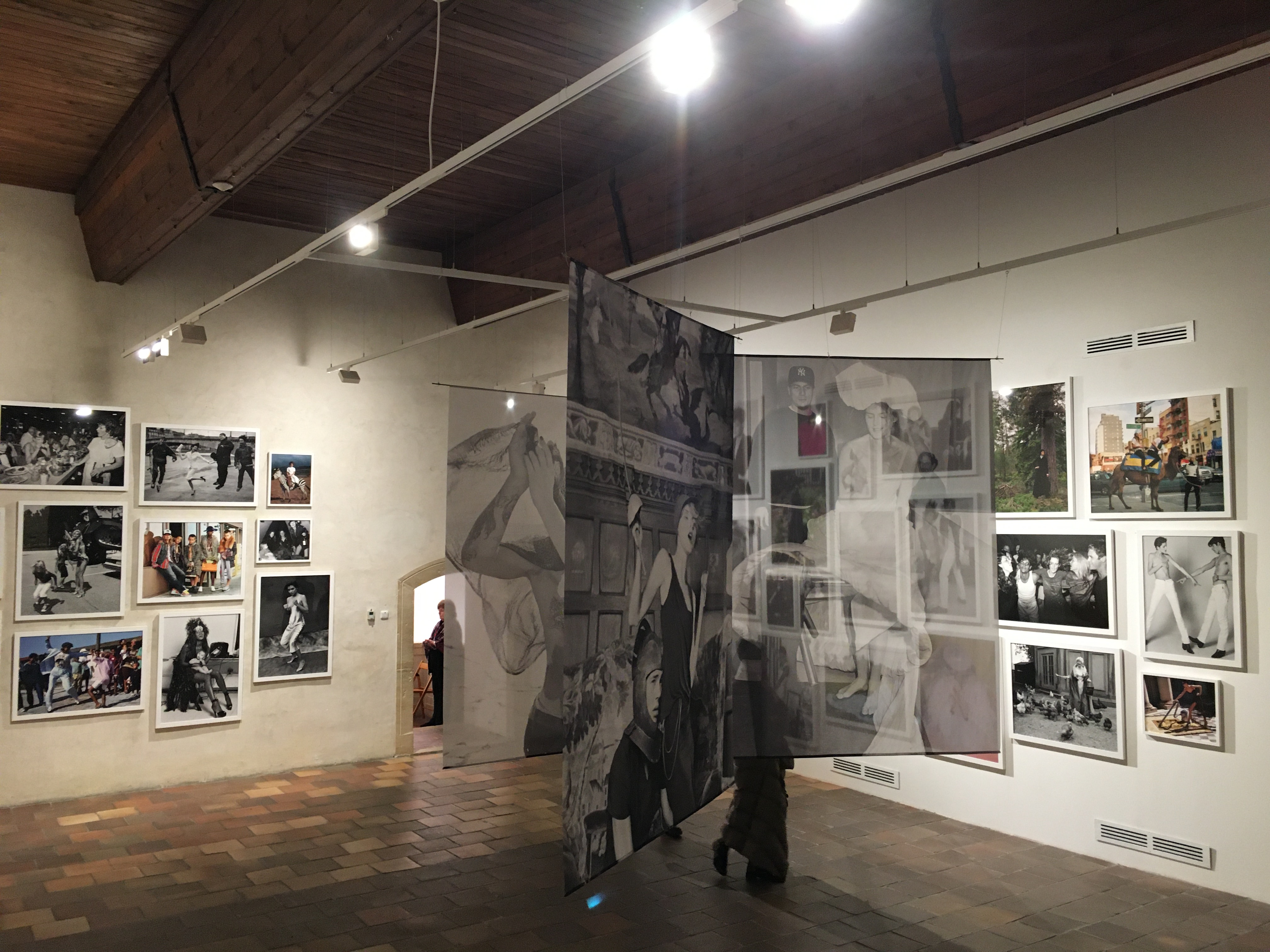
Bruce Weber, výstava My Education, Dům U Kamenného Zvonu, 2024
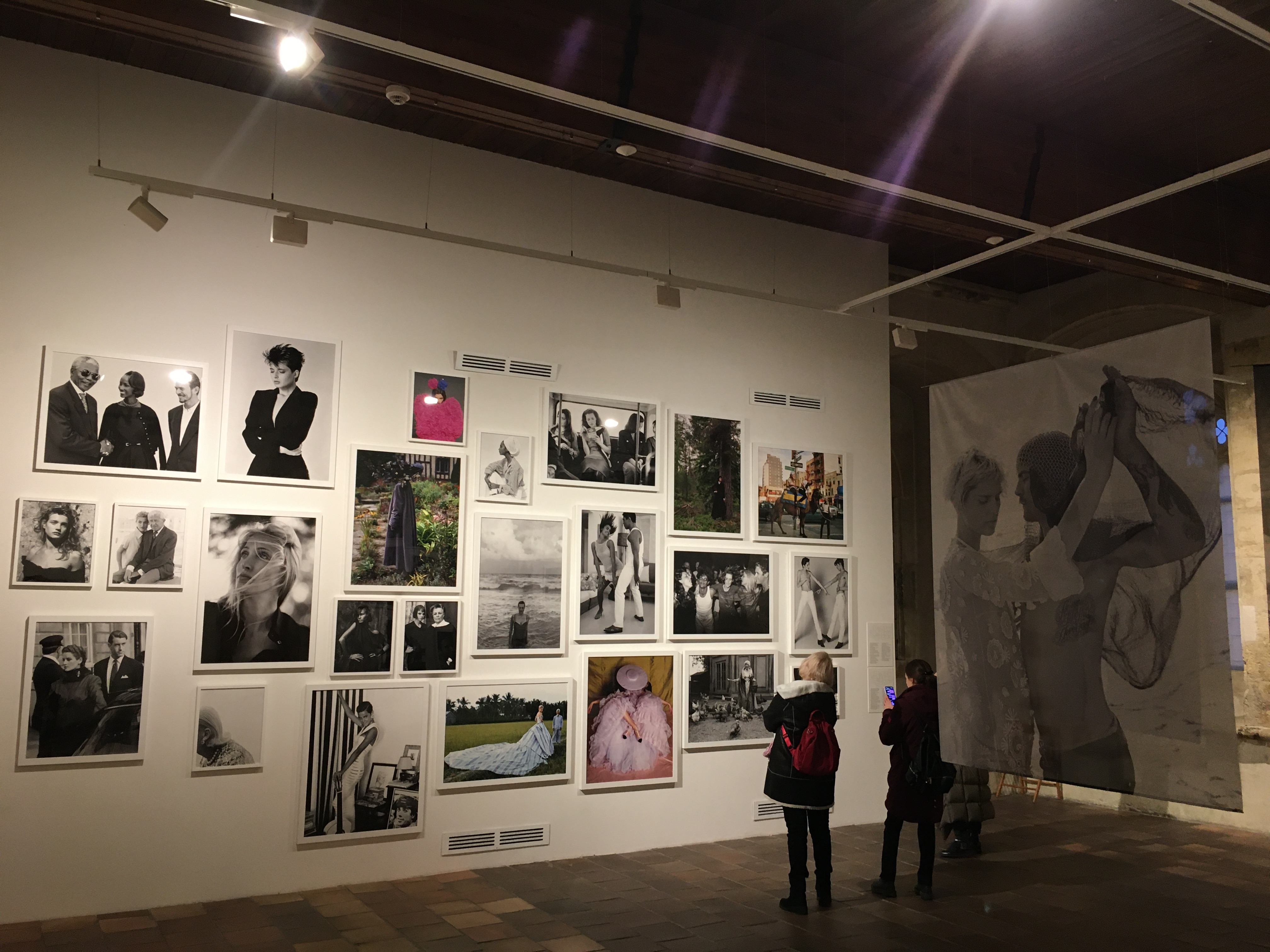
Bruce Weber, výstava My Education, Dům U Kamenného Zvonu, 2024
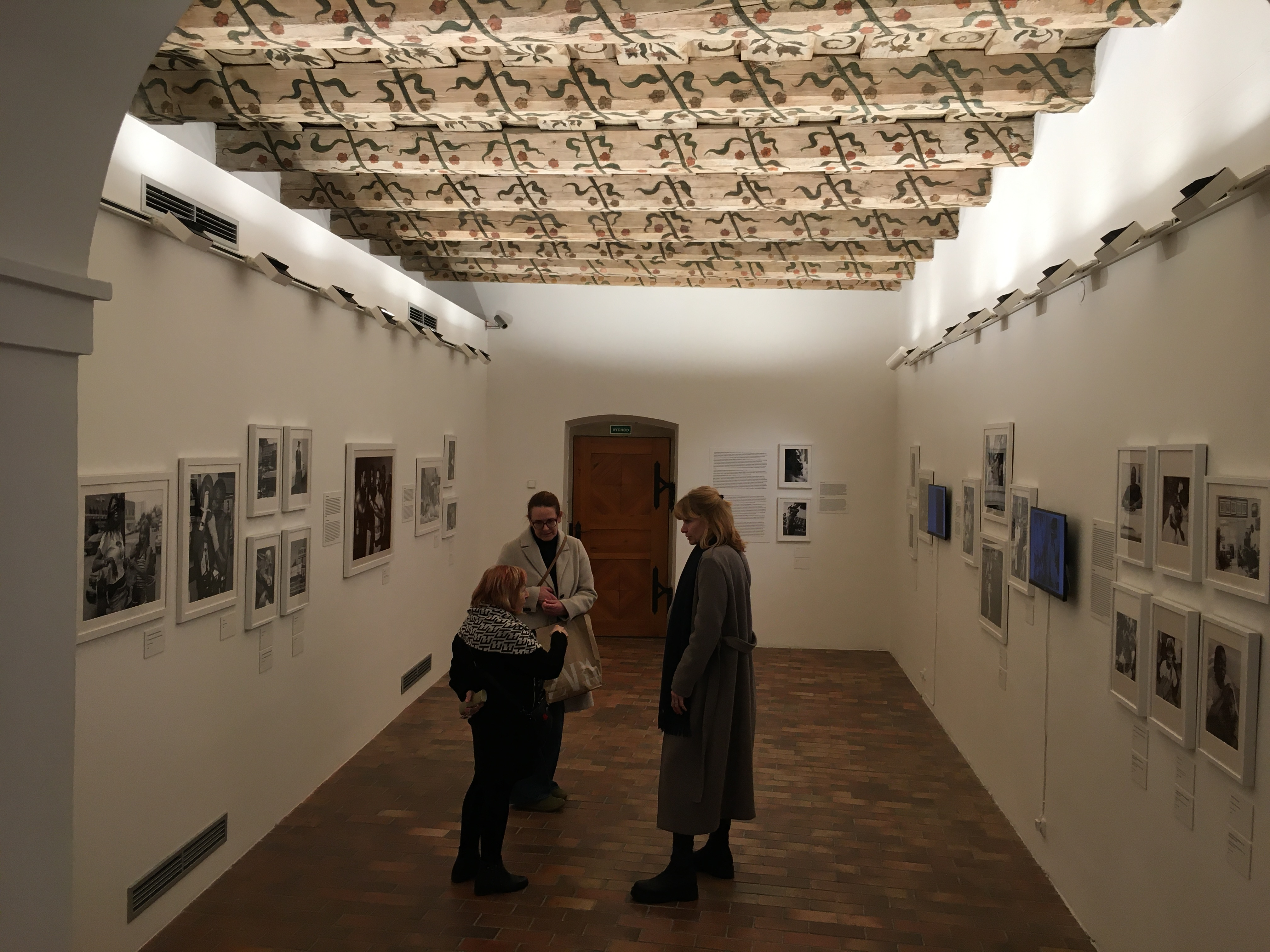
Bruce Weber, výstava My Education, Dům U Kamenného Zvonu, 2024
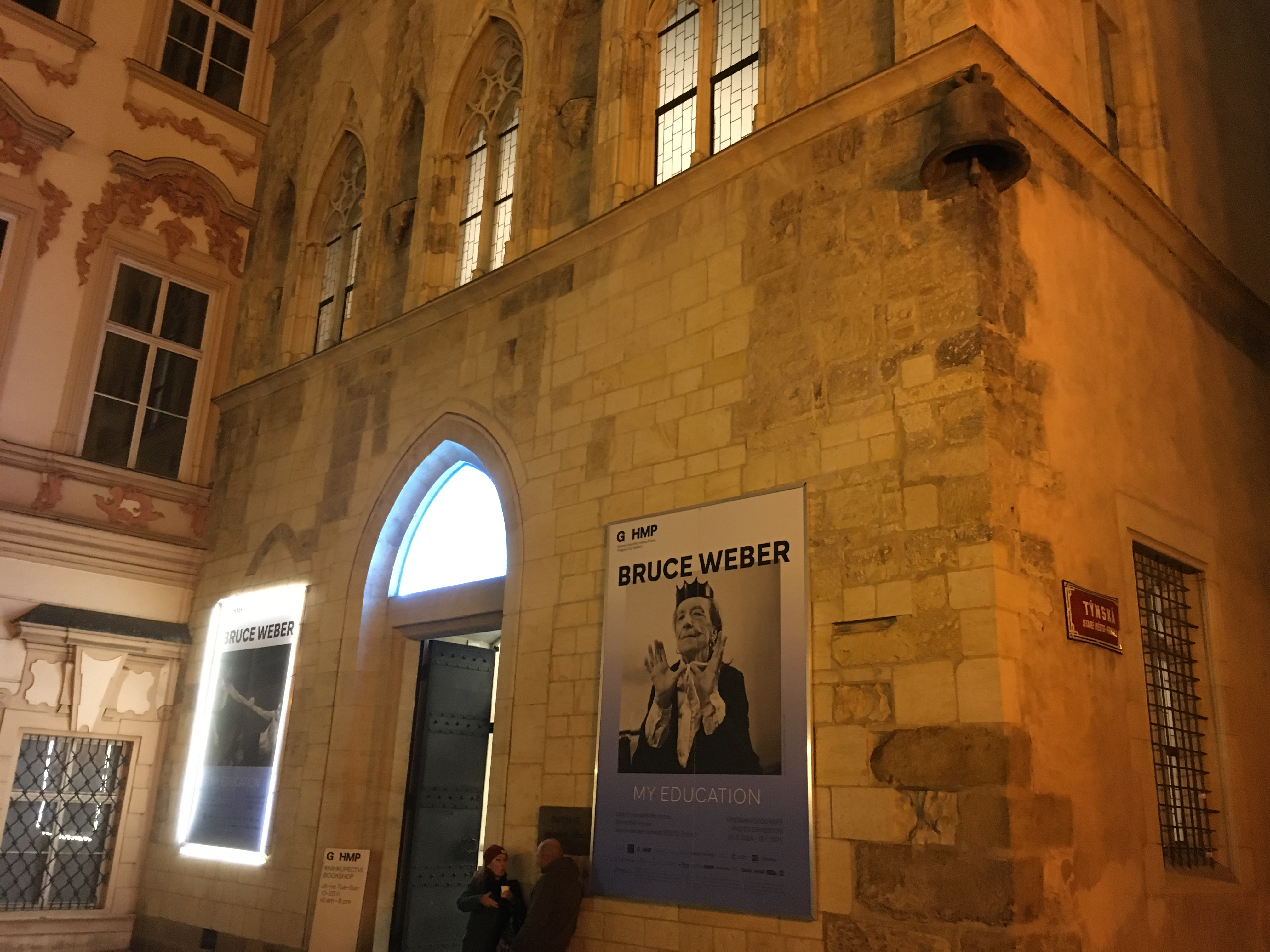
Bruce Weber, výstava My Education, Dům U Kamenného Zvonu, 2024
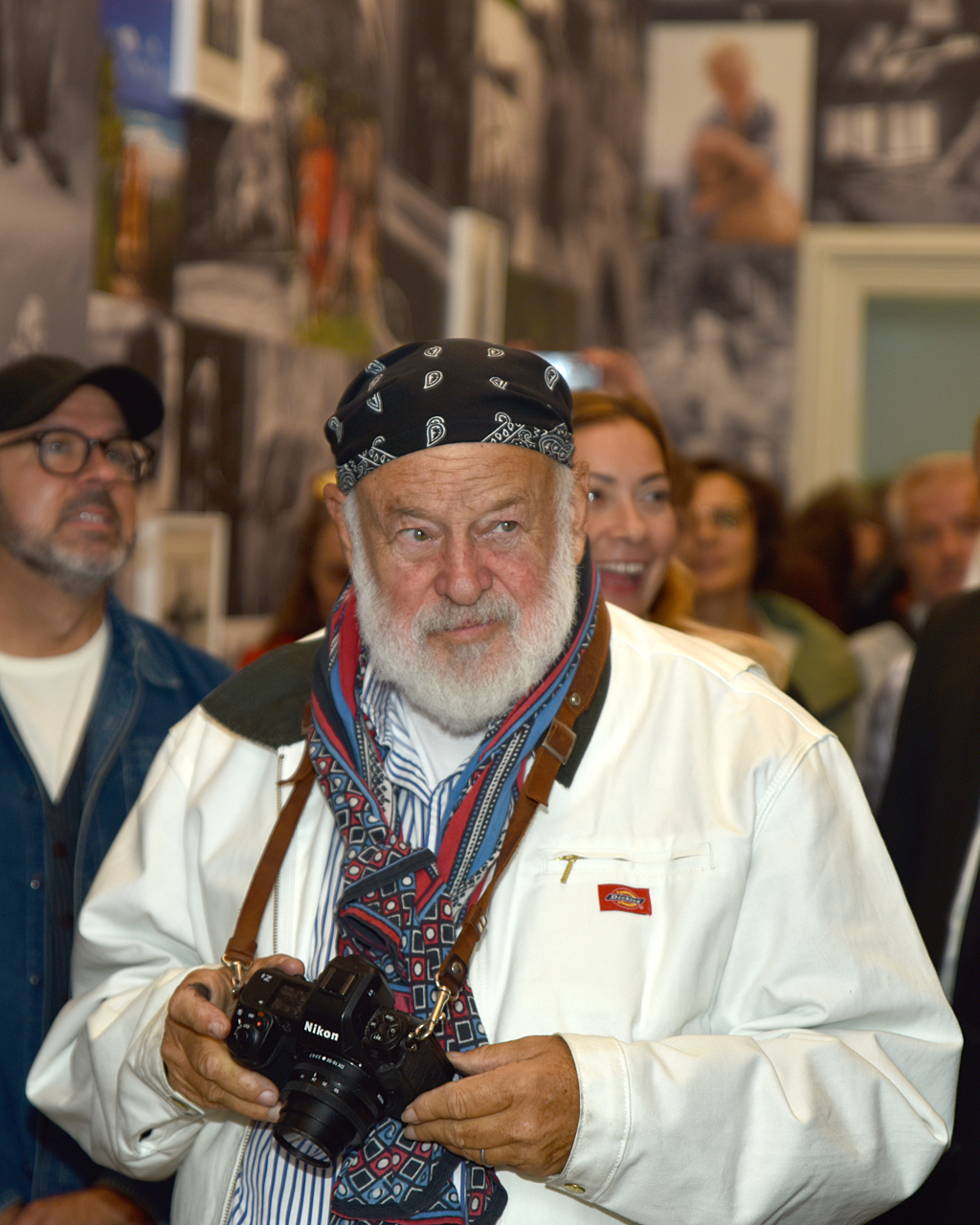
Bruce Weber na vernisáži výstava My Education, Dům U Kamenného Zvonu, 2024